# Christoffer Rambo
Christoffer Rambo, né le 18 novembre 1989 à Sandefjord, est un joueur norvégien. de handball Il évolue au poste d'arrière droit au club du IL Runar.

## Carrière
Christoffer Rambo évolue au début de sa carrière dans le club de sa ville natale, Sandefjord TIF, avant de rejoindre l'IL Runar, avec lequel il joue la coupe des coupes en 2009-2010. Après un an en Espagne au BM Valladolid où il évolue aux côtés de Guillaume Joli, puis un retour en Norvège au Elverum Handball, Rambo signe à l'été 2012 pour deux ans à Dunkerque après de longues et âpres discussions. Il n'arrive toutefois pas à s'imposer durablement, perdant peu à peu tout crédit auprès de son entraineur, Patrick Cazal : « Rambo n'en a que le nom, pas le courage de l'illustre personnage. », dit-il de lui après une défaite face à Saint-Raphaël où Rambo finit avec un 0 buts sur 4 tirs ou lors de la défaite en Ligue des champions face au FC Porto. Le contrat est rompu entre les deux parties début novembre 2013 et Rambo signe au club allemand du GWD Minden.
Christoffer Rambo est international norvégien et a participé avec sa sélection nationale au Championnat du monde 2009 où la Norvège termine à la 9e place.

## Palmarès

### Club
- Vainqueur de la Coupe de la Ligue française (1) : 2013
- Vainqueur du Trophée des champions (1) : 2012
- Deuxième du Championnat de France (1) : 2013

### Équipe nationale
Christoffer Rambo connait sa premiere sélection le 22 janvier 2009 contre le  Danemark. Ses résultats en compétitions internationales sont :
- 9e place au Championnat du monde 2009
- 7e place au Championnat d'Europe 2010
- 9e place au Championnat du monde 2011
- 13e place au Championnat d'Europe 2012
- 14e place au Championnat d'Europe 2014
- 5e place au Championnat d'Europe 2022

### Distinctions individuelles
- Meilleur buteur du Championnat de Norvège (2) : 2011-12 (143 buts) et 2022-23 (156 buts)